# Jardim herbáceo

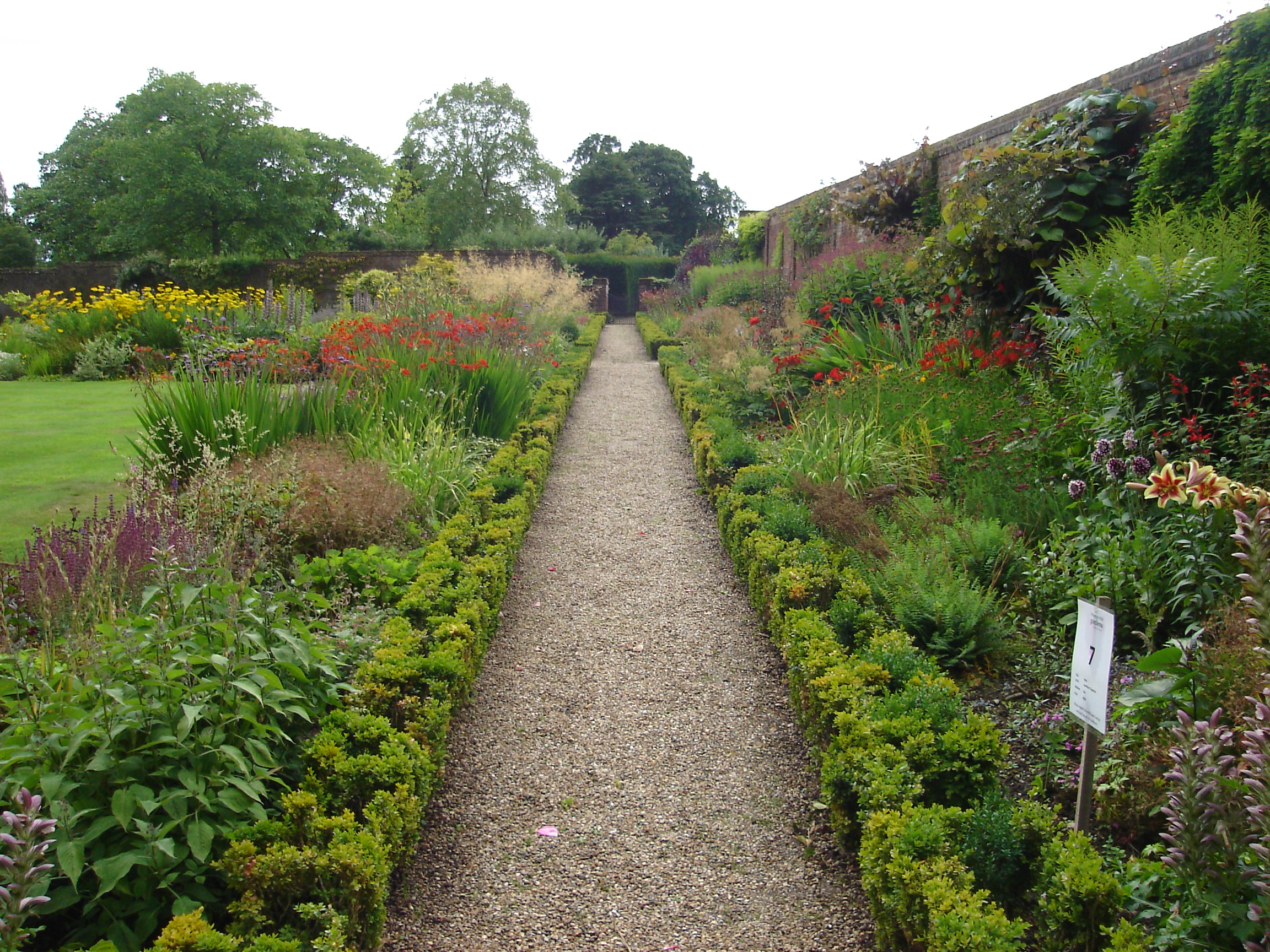
Jardim herbáceo, em Hoveton, Norfolk.

Um jardim herbáceo ou fronteira herbácea é uma coleção de plantas herbáceas perenes (plantas que vivem por mais de dois anos) dispostas de perto, geralmente para criar um efeito dramático através de cor, forma ou em grande escala. O termo fronteira herbácea é principalmente em uso no Reino Unido e na Commonwealth. Na América do Norte, o termo fronteira perene é normalmente utilizado.